# Otok kralja Viljema
Otok kralja Viljema (angleško King William Island) je otok v Kanadskem arktičnem otočju na severu Kanade, s površino 13.111 km² eden od večjih kanadskih otokov in 61. največji otok na svetu. Skupaj z okoliškim ozemljem spada pod upravo kanadske dežele Nunavut.
Površje je apnenčasto in nizko, posledica ledeniškega delovanja v pleistocenu; najvišji hrib na jugovzhodnem delu otoka dosega le 137 m n. v. Prekrivajo ga številna plitva jezera in reke. Polpuščavska tundra daje poletno pašo čredam karibujev, ki se tu zadržujejo. Na otoku živi tudi skupnost Inuitov; edino naselje je Gjoa Haven (Ursuqtuuq), kjer je po popisu iz leta 2016 zabeleženih 1197 prebivalcev, skupno pa je v naselju in okoliških taborih živelo 1324 ljudi.
Otok je leta 1830 kot prvi zahodnjak odkril britanski raziskovalec John Ross in ga poimenoval po takratnem britanskem kralju Viljemu IV. Širše je znan predvsem kot zadnje počivališče nesrečne odprave raziskovalca Johna Franklina, ki je iskala severozahodni prehod v Tihi ocean. Ta je izginila leta 1845, kar je sprožilo najobsežnejšo reševalno akcijo v zgodovini raziskovanja. Danes vemo, da sta Franklinovi ladji HMS Erebus in HMS Terror jeseni 1846 obtičali v ledu pred obalo Otoka kralja Viljema, nakar se je posadka pod Franklinovim poveljstvom podala peš proti celini v upanju, da bodo prišli do britanskih postojank ob reki Back, a so jih pokončali lakota, skorbut in zastrupitev s svincem. Nekaj jih je doseglo celino, večina, vključno s Franklinom, pa je umrla še na otoku. Nekaj njihovih ostankov je s pomočjo lokalnih Inuitov našla odprava Francisa McClintocka leta 1859, ladji, ki sta medtem potonili, pa so našli šele v začetku 21. stoletja.